# أنطونيو ديل جيوديس (سفير بابوي)
أنطونيو ديل جيوديس (بالإيطالية: Antonio del Giudice) (16 أبريل 1913 – 20 أغسطس 1982) كان رئيس أساقفة إيطالي في الكنيسة الكاثوليكية عمل لمدة أربعين عامًا في السلك الدبلوماسي لـالكرسي الرسولي، قضى منها عشرين عامًا كسفير بابوي (Apostolic nuncio). شملت مسيرته الدبلوماسية سلسلة من المهام في دول تمر بظروف سياسية حساسة، من بينها إسبانيا، وجمهورية الدومينيكان، وتايوان، وكوريا، والشرق الأوسط.

## السيرة الذاتية
وُلِد في كازوريا في 16 أبريل 1913 لوالد كان يشغل منصب عمدة البلدة وصيدلانيًا. رسم أنطونيو ديل جيوديس كـكاهن في روما عام 1936. حصل على درجة في القانون المدني والكنسي عام 1940 ثم التحق بالسلك الدبلوماسي للكرسي الرسولي بتوصية من أمين سر الدولة الكاردينال لويجي ماجليوني، الذي ينحدر من نفس بلدته. عُيّن لفترة وجيزة في البعثة الرسولية في ألبانيا، ثم عمل لمدة عقد بدءًا من عام 1942 في السفارة البابوية في إسبانيا خلال السنوات الأولى من إسبانيا الفرانكوية، وكانت هذه أولى مهامه في مواقع ذات حساسية سياسية. تلت ذلك مهام في الإكوادور عام 1952، وفورموزا بين 1958 و1960، وفي الهند عام 1961، ثم في جمهورية الدومينيكان كـقائم بالأعمال، وذلك عقب الإطاحة بنظام رافاييل ليونيداس تروخيو على يد الجيش. هناك، منح اللجوء للرئيس المؤقت خواكين بالاغير في السفارة البابوية، وأمّن له ممرًا آمنًا لزيارة دول أجنبية بينما كان الثوار في السلطة.
في 18 أبريل 1962، عيّنه البابا يوحنا الثالث والعشرون مندوبًا رسوليًا في كوريا، وفي 29 يونيو من العام نفسه نال السيامة الأسقفية كـرئيس أساقفة فخري لـهيرابوليس في سوريا على يد الكاردينال أملتو جوفاني تشيكوجناني.
شارك في جميع الدورات السنوية الثلاث لـالمجمع الفاتيكاني الثاني.
في 19 أغسطس 1967، عُيّن سفيرًا بابويًا (Apostolic Pro-Nuncio) في جمهورية الدومينيكان، وفي 2 ديسمبر 1970 سفيرًا بابويًا في فنزويلا، ثم في مالطا في 18 ديسمبر 1974، حيث أدت تدخّلاته في السياسة المحلية إلى اعتباره "شخصًا غير مرغوب فيه" وطرده، ثم في العراق والكويت في 22 ديسمبر 1978. وفي عام 1980، قررت حكومة العراق عدم السماح لأتباع الديانات غير الإسلامية بالبقاء في البلاد، لكن ديل جيوديس نجح في إلغاء هذا القرار.
توفي في بغداد في 20 أغسطس 1982 عن عمر ناهز 69 عامًا. دُفن في بازليك القديس ماورو أباتي في كازوريا، حيث يوجد نصبه الجنائزي إلى جانب نصب ماجليوني.

## وصلات خارجية
- الكاثوليكية: رئيس الأساقفة أنطونيو ديل جيوديس (منشور ذاتيًا)